# Murray Beach Provincial Park
Murray Beach Provincial Park är en park i Kanada.   Den ligger i provinsen New Brunswick, i den östra delen av landet, 900 km öster om huvudstaden Ottawa.
Terrängen runt Murray Beach Provincial Park är platt. Havet är nära Murray Beach Provincial Park åt nordost. Runt Murray Beach Provincial Park är det mycket glesbefolkat, med 5 invånare per kvadratkilometer.. Närmaste större samhälle är Port Elgin, 8,8 km väster om Murray Beach Provincial Park. 
I omgivningarna runt Murray Beach Provincial Park växer i huvudsak blandskog.